# Инкрементное кодирование
Инкреме́нтное коди́рование, также известное под названием фронтальное сжатие или тыловое сжатие, — это тип дельта-кодирования (delta encoding), где общие префиксы или суффиксы и их длины записываются таким образом, чтобы избегать дублирования данных. Этот алгоритм хорошо подходит для сжатия отсортированных данных, например, списка слов в словаре.
Например:
| Входные данные                                                             | Общий префикс                                                                             | Сжатый вывод                                                        |
| -------------------------------------------------------------------------- | ----------------------------------------------------------------------------------------- | ------------------------------------------------------------------- |
| myxa myxophyta myxopod nab nabbed nabbing nabit nabk nabob nacarat nacelle | начало данных 'myx' 'myxop' нет общего префикса 'nab' 'nabb' 'nab' 'nab' 'nab' 'na' 'nac' | 0 myxa 3 ophyta 5 od 0 nab 3 bed 4 ing 3 it 3 k 3 ob 2 carat 3 elle |
| 64 байт                                                                    |                                                                                           | 46 байт                                                             |

Этот метод использовался как базовый для утилиты GNU locate в индексе имён файлов и каталогов. Также дельта-кодирование (delta encoding) используется для длин общего префикса. Это означает дополнительный шаг, в котором вместо длины общего префикса используется изменение в длине общего префикса.
Несмотря на простоту, инкрементное кодирование может сохранить много памяти, особенно при использовании перед другими архиваторами, такими как gzip или bzip2.